# Sophia Sundberg (författare)
Birgitta Sophia Anette Sundberg, född 28 mars 1973 i Stockholm, är en svensk författare, föreläsare och utbildare inom kommunikation och marknadsföring. Hon föreläser om teamutveckling och om hur man får personalen att bli mer produktiv, jobba mer effektivt, med ökad arbetsglädje. Sundberg har skrivit två böcker Twitterboken - från första kvittret till att flyga fritt, som utkom 2013, och Nätverka bör man - men hur gör man?, som utkom 2015. Sedan april 2021 är hon VD för Barkarby Science som arbetar med innovation och hållbar stadsutveckling i Barkarbystaden i Järfälla.
Hon var utsedd av regeringen som ambassadör för Kvinnors Företagande 2013-2014. 
2015 var hon nominerad till Stora Talarpriset.  
SVT har gjort ett program om Sundberg och en av hennes böcker. Programserien heter En bok - En författare och hon medverkade under 2014.
2010 startade hon affärsnätverket Walk and Talk som funnits på 50 orter runt om i Sverige. Ett sätt att kombinera affärsnätverkande och motion som uppmärksammats i ett antal olika media såsom TV4 Västerbotten m.fl. 
Flera år i rad har hon varit nominerad till Årets Affärsnätverkare.
2015 var hon medgrundare och delägare i Whyse AB där hon även var VD 2015-2018.
Privat så bor hon i Järfälla, norra Stockholm, med sina två barn.